# 李錫金孝子坊
24°46′49″N 120°58′02″E / 24.780188°N 120.967326°E
李錫金孝子坊，是位在臺灣新竹市東區明湖路、臺灣地區僅存的孝子坊，建於清代光緒八年（1882年），為新竹市文化資產。

## 建立

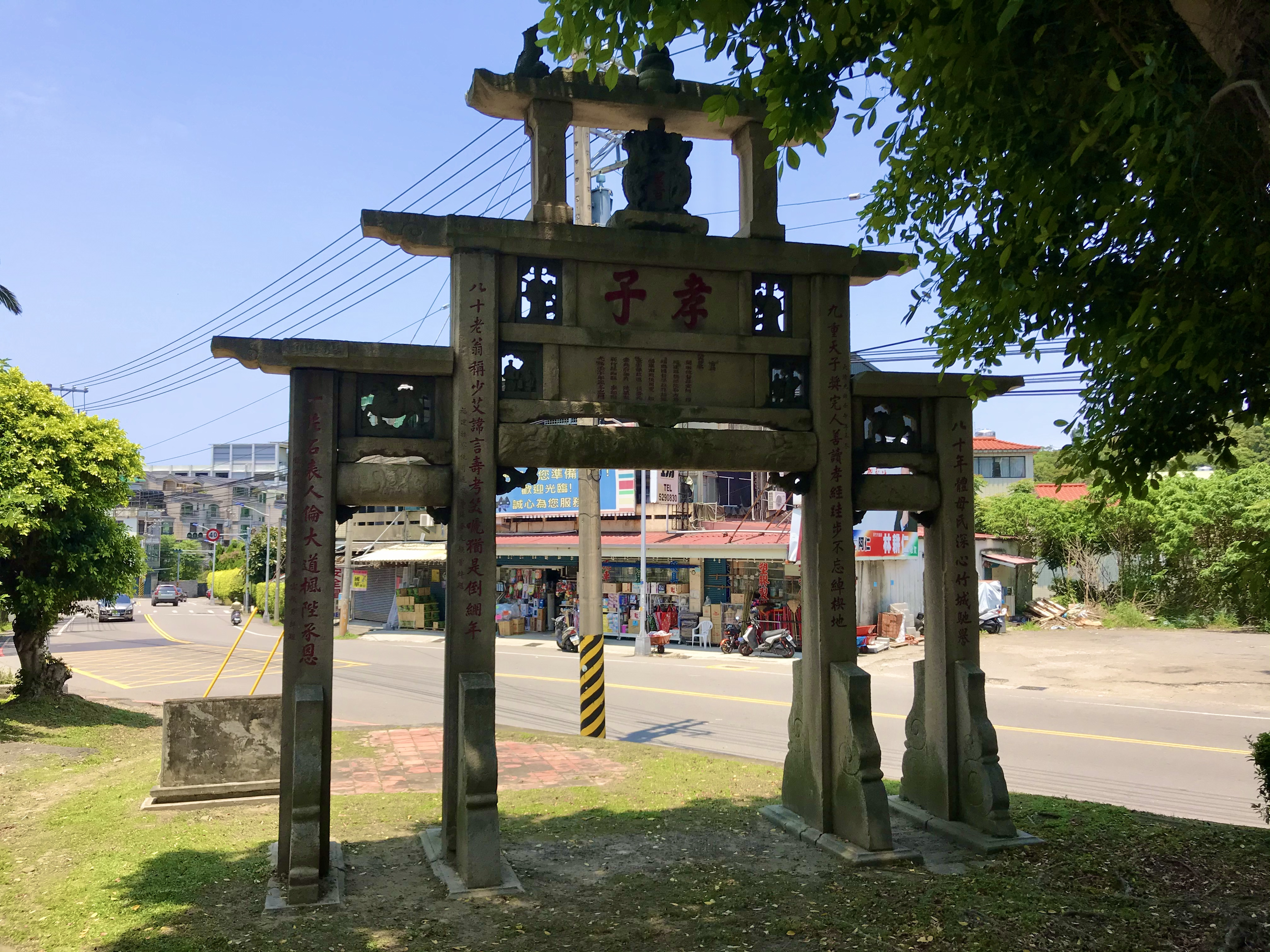
孝子坊

李錫金於同治四年（1865年）逝世後，光緒五年（1879年）八月，新竹廩生林鵬霄等人臚陳李錫金孝行呈報官府，於光緒七年（1881年）題准建孝子坊，次年十二月在竹塹城北門外湳仔建坊。
該孝子坊為三間三層式牌坊，下層刻有「李錫金坊」四個大紅字，中層刻字「孝子」、上層刻從上而下的「聖旨」。構造材料為泉州白石，雕刻額板為青斗石。石柱對聯為福建按察使司張夢元、欽點內閣中書王慶霖等人所題。柱聯「李本仙根，想當年陔咏馨羞，八十萊衣天爵貴；竹生孝筍，看此日里崇綽楔，九重芝綍海壖榮」、「八十年體母氏深心，竹城馳譽；一片石表人倫大道，楓陛承恩」。四個葫蘆型的抱鼓石基座，象徵牌坊主人所能享受「福祿」（葫蘆），也為其帶來更多的「賜福」（四葫）。
竹塹城自道光到光緒年間共興建五座石坊，除最早興建的楊氏節孝坊位於石坊街，包含此孝子坊都興建在湳仔庄北上艋舺的官道一帶，其餘座分別是江氏節烈坊、張氏節孝坊、蘇氏節孝坊及李錫金孝子坊，形成臺灣少見的石坊群。

## 遷移
戰後時期初，李錫金後代發現孝子坊設立地點土地屬桃園農改場所有，便想遷到新竹客運汽車教練場旁的李家土地上。1952年，李姓宗親會舉辦李錫金渡台150周年紀念，決議遷移，當時認為當時剛落成不久的青草湖水庫是著名觀光地點，若遷移孝子坊到此通往湖泊地的明湖路旁，可讓過往行人和觀光客見到，但需經費和規畫，一直到1961年才遷移。　　
搬遷工程委託建築師郭榮發設計、石雕業者王俊負責搬運和組裝。當王俊雇工在明湖路豎立時，正面左起第二根石柱施工時卻突然斷裂，因石材在臺灣不易找到類似石材，王俊就利用他買來的江氏（江擔娘）節烈坊殘骸替代。江氏石柱比孝子坊粗，高度不足三、四寸，就把江氏石柱厚度削薄，高度不足部份以石頭在底座補齊。當時任新竹李陵茂親族會負責人的李敦仁把李氏石柱斷裂字跡拓下，交給王俊彫刻在磨平的江氏石柱上，於是整體工程完工。

## 維護
後來建商開發青草湖段廣大山坡地，營建房屋，為宣洩山洪及建物污水，將孝子坊附近林木砍除，從山坡地挖大排水溝到孝子坊基地邊，與新竹客運公司汽車駕駛補習班正門前私設小型排水暗溝口會合，再導入客雅溪內，造成孝子坊地基因大量流水鬆軟。此舉引起後代李克承於1983年1月27日二度向市政府陳情，指出全臺灣石坊以孝子立坊的今只有李錫金坊，市府應以文物資產保存法主管機關立場加以維護管理。
1984年11月13日，林衡道夥同文建會處長劉立民等，勘察新竹金山寺、李錫金孝子坊、鄭用錫墓、新竹關帝廟、潛園、新竹都城隍廟、鄭用錫宅第、鄭氏宗廟、新竹長和宮和香山天后宮，以決定是否列為古蹟。孝子坊被列為新竹市古蹟以後，逐漸受到重視，明湖路拓寬特別繞道避開。但臺電在坊前豎立電線桿、有時會被建商房屋廣告遮住，引起文化界不滿。1995年，新竹市舉辦全省民藝華會，加強宣傳新竹市文化古蹟，吸引外地人參觀。